# Hámor (fémfeldolgozás)

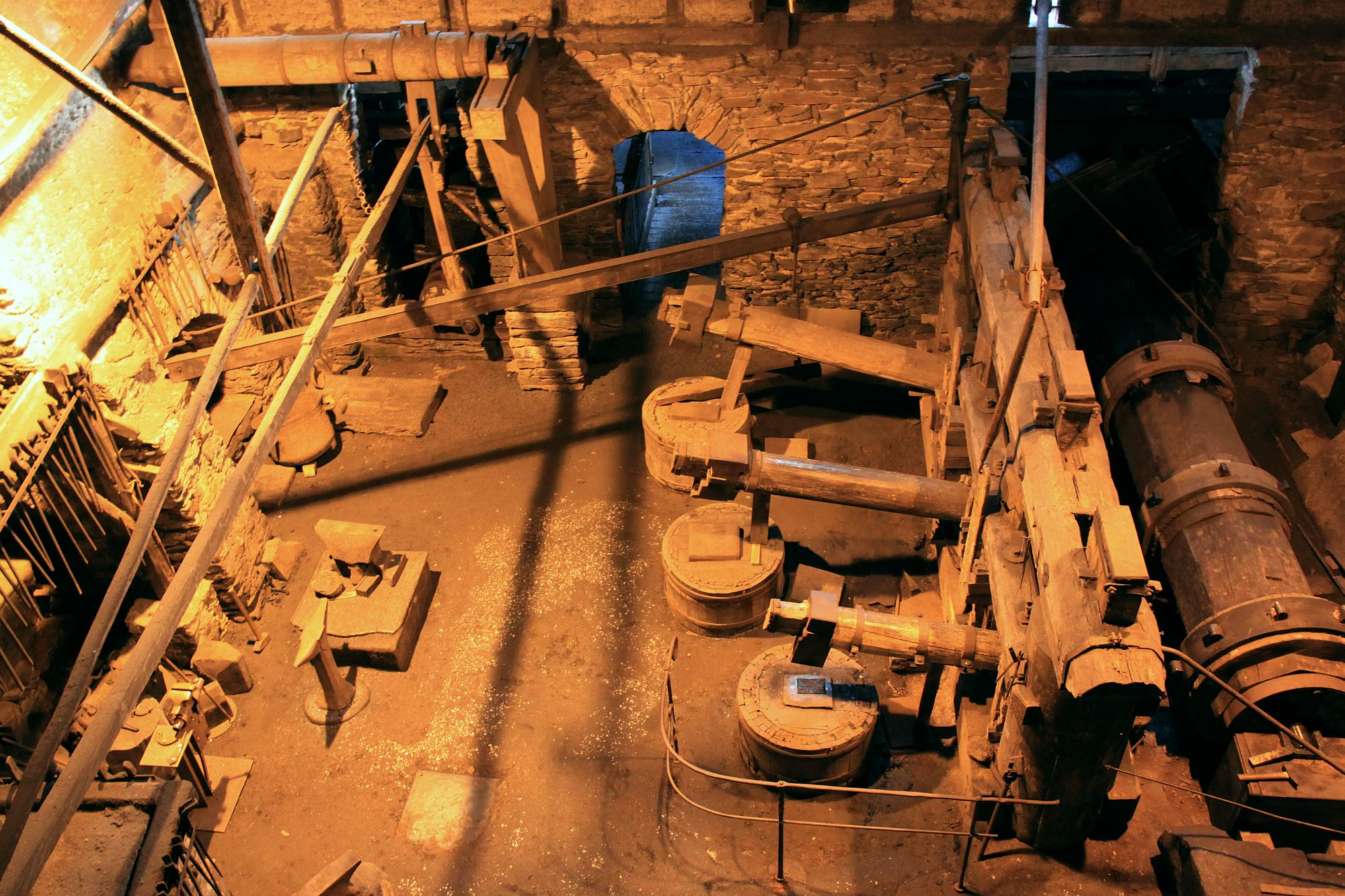
Vízenergiával működő kovácsműhely belső tere

A hámor (másként pöröly) olyan ipartelep volt, ahol vasat (vashámor) vagy vörösrezet nagy méretű, súlyos vaskalapácsokkal dolgoztak fel. Maga a szó a német Hammer (pöröly) szóból ered. A középkori vaskohászatban a hámorok olvasztókemencéje a buca-kemence volt. 
A buca-kemencék különálló, kőből épített és agyaggal bélelt kemencék voltak, vízkerék által meghajtott bőrfúvókkal, amelyeknek a fuvókapacitása állítható volt. A bucavas gyártásához jobbára barnavasércet (limonitot) használtak. A barnavasércet gyepvasércként (mocsárérc, tóérc, babérc, borsóérc) bányásztak külszíni fejtéssel, esetleg kezdetleges mélyműveléssel. A legtöbb hámor és kohó a gyepvasérc lelőhelyek közelében létesült. A bucakemence terméke a bucavas volt. Ezeket a tömböket összetapadt vas- és salakszemcsék elegye alkotta. A bucavasat vízierővel hajtott nagykalapácsokkal tisztították meg a salaktól és tömörítették acéllá.

## Működésük

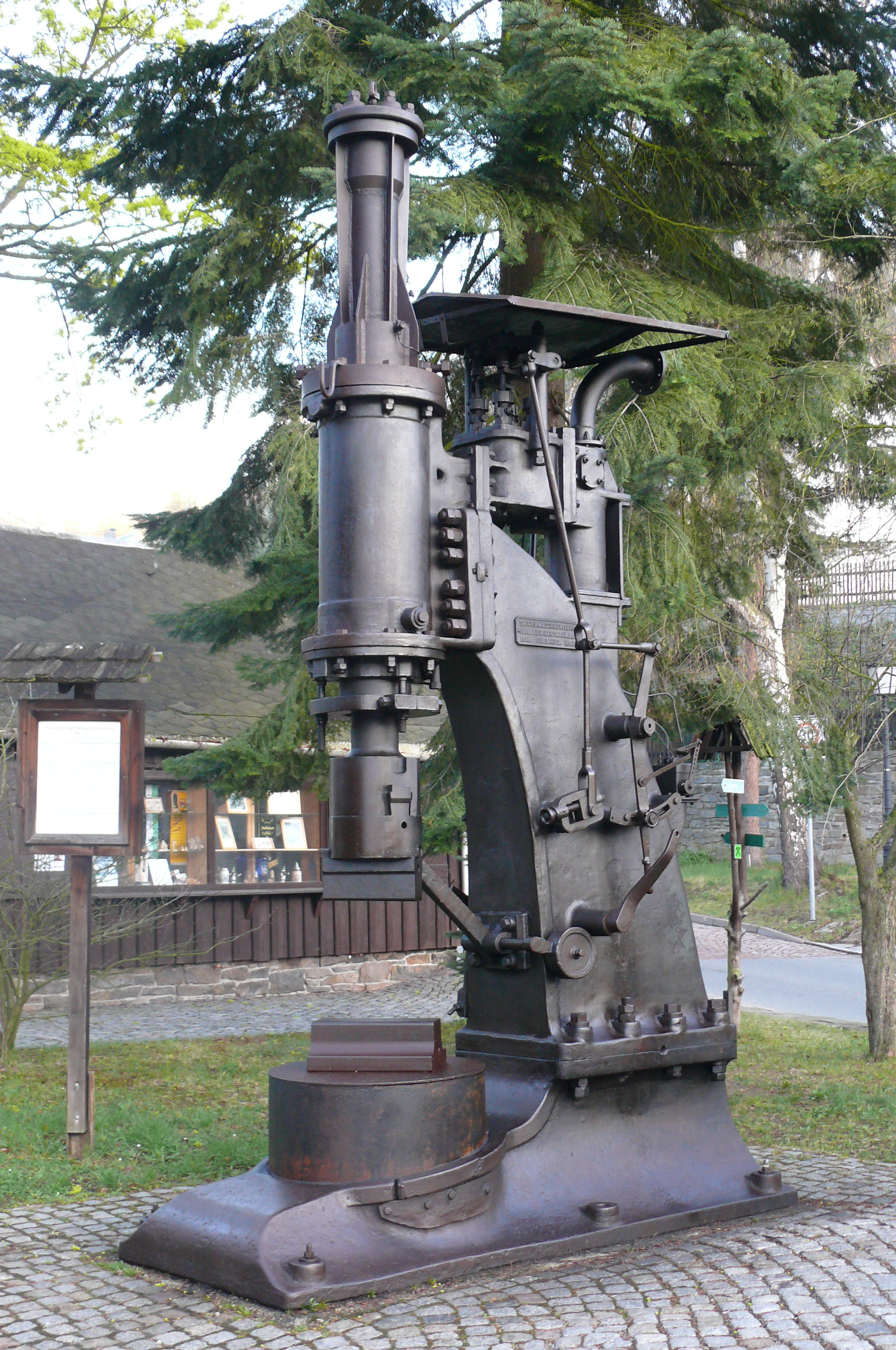
Gőzkalapács az 1910-es évekből, Annaberg-Buchholz, Németország

A hámorokat mindig folyóvíz mellé telepítették (hasonlóan a vízimalomhoz), csak itt egy bütykös tengely segítségével nehéz kalapácsokat mozgattak. Gyakran több kalapács is került egymás mellé, amelyek eltérő pillanatban csaptak le.
A hámorok közelében voltak továbbá vashuták, vagyis kohók, melyekkel az alapanyagul szolgáló nyersvasat állították elő.
Jellemző késztermékként ásókat, kapákat, csákányokat, szerszámokat és serpenyőket készítettek hámorokban.

## Hámorok elhelyezkedése
A hámoripar különösen a Felvidéken (így Alsómecenzéfen közel 200), valamint a Bódva völgyében terjedt el, ahol évszázados ipari foglalkozás volt. Mind vízerőre volt berendezve.
Híres hámorok voltak még Erdélyben  (Szentkeresztbányán és Vajdahunyad környékén), valamint Orsován.
Miskolc közelében, a Garadna-patak völgyében Fazola Henrik vasolvasztók mellett hámorokat is telepített, ezen tevékenysége maradandó nyomot hagyott: városrészek elnevezése az Alsó- illetve Felsőhámor, valamint a Hámori-tavat is akkoriban duzzasztottak fel, ami mára idegenforgalmi látványosság. Ipari műemlék az 1871-ig működő Újmassai őskohó, mely mellett egy helyreállított hámor műhelye is megtekinthető.
Egy időben Andorra is rendelkezett jelentős hámorokkal.